# Winkelstedt (Dähre)
Winkelstedt ist ein Ortsteil der Gemeinde Dähre im Altmarkkreis Salzwedel in Sachsen-Anhalt.

## Geographie
Winkelstedt, ein Rundplatzdorf mit Kirche auf dem Platz, liegt etwa vier Kilometer nordwestlich von Dähre im nördlichen Teil der Altmark und rund sieben Kilometer entfernt von der Landesgrenze zwischen Sachsen-Anhalt und Niedersachsen am Grabower Graben, der bei Dähre in die Salzwedeler Dumme fließt.
Nachbarorte sind Bonese im Westen, Lagendorf im Nordwesten, Kleistau im Osten, Dähre im Südosten und Eickhorst im Süden.

## Geschichte

### Mittelalter bis Neuzeit
Im Jahre 1112 wurde das Dorf als Willinestilde urkundlich erwähnt. Es war zum Besitz des Klosters Hamersleben. Im Jahre 1178 wird es Willinistidi genannt. Im Landbuch der Mark Brandenburg von 1375 wird das Dorf Winkelstede aufgeführt. Im 15. Jahrhundert wurde das Dorf der Propstei in Dähre unterstellt. Weitere Nennungen sind 1585 Winckelstett, 1687 Winckelstedt und 1804 Winckelstedt bei Distorf, Dorf mit 9 Halbbauern und einem Schäfer.

### Herkunft des Ortsnamens
Jürgen Udolph führt den Ortsnamen auf das deutsche Wort „Winkel“ und das niederdeutsche Wort „stedt(e)“ für „Stätte, Siedlung, Ort“ zurück. Der Ort liegt auf einem kleinen Plateau, das einen Winkel in der Niederung bildet.
Heinrich Sültmann leitet aus den Namen 1112 willinestilde, 1121 willinestide, 1178 willinistidi, 1443 winckelstede ab, dass der Wortstamm zurückgeht auf den Personennamen „Vilja, Willing, Vilini“ und er übersetzt zu „Williusstätte“.

### Eingemeindungen
Winkelstedt gehörte ursprünglich zum Salzwedelischen Kreis der Mark Brandenburg in der Altmark. Von 1807 bis 1813 lag es im Kanton Diesdorf auf dem Territorium des napoleonischen Königreichs Westphalen. Nach weiteren Änderungen kam es 1816 in den Kreis Salzwedel, den späteren Landkreis Salzwedel im Regierungsbezirk Magdeburg in der Provinz Sachsen in Preußen.
Am 20. Juli 1950 wurde Winkelstedt zusammen mit Rustenbeck aus dem Landkreis Salzwedel in die Gemeinde Bonese eingegliedert.
Durch einen Gebietsänderungsvertrag haben die Gemeinderäte der Gemeinden Bonese, Dähre und Lagendorf beschlossen, dass ihre Gemeinden aufgelöst und zu einer neuen Gemeinde mit dem Namen Dähre vereinigt werden. Dieser Vertrag wurde vom Landkreis als unterer Kommunalaufsichtsbehörde genehmigt und trat am 1. Januar 2009 in Kraft.

### Einwohnerentwicklung
| Jahr | Einwohner |
| ---- | --------- |
| 1734 | 37        |
| 1774 | 84        |
| 1789 | 73        |
| 1798 | 67        |
| 1801 | 68        |
| 1818 | 71        |

| Jahr | Einwohner |
| ---- | --------- |
| 1840 | 123       |
| 1864 | 127       |
| 1871 | 122       |
| 1885 | 123       |
| 1892 | [00]131   |
| 1895 | 124       |

| Jahr | Einwohner |
| ---- | --------- |
| 1900 | [00]129   |
| 1905 | 147       |
| 1910 | [00]135   |
| 1925 | 148       |
| 1939 | 121       |
| 1946 | 178       |

| Jahr | Einwohner |
| ---- | --------- |
| 2015 | [00]45    |
| 2018 | [00]54    |
| 2020 | [00]55    |
| 2021 | [00]57    |
| 2022 | [0]53     |
| 2023 | [0]51     |

Quelle, wenn nicht angegeben, bis 1946:

## Religion
Die evangelische Kirchengemeinde Winkelstedt, die früher zur Pfarrei Dähre gehörte, wird heute betreut vom Pfarrbereich Osterwohle-Dähre des Kirchenkreises Salzwedel im Bischofssprengel Magdeburg der Evangelischen Kirche in Mitteldeutschland.

## Kultur und Sehenswürdigkeiten

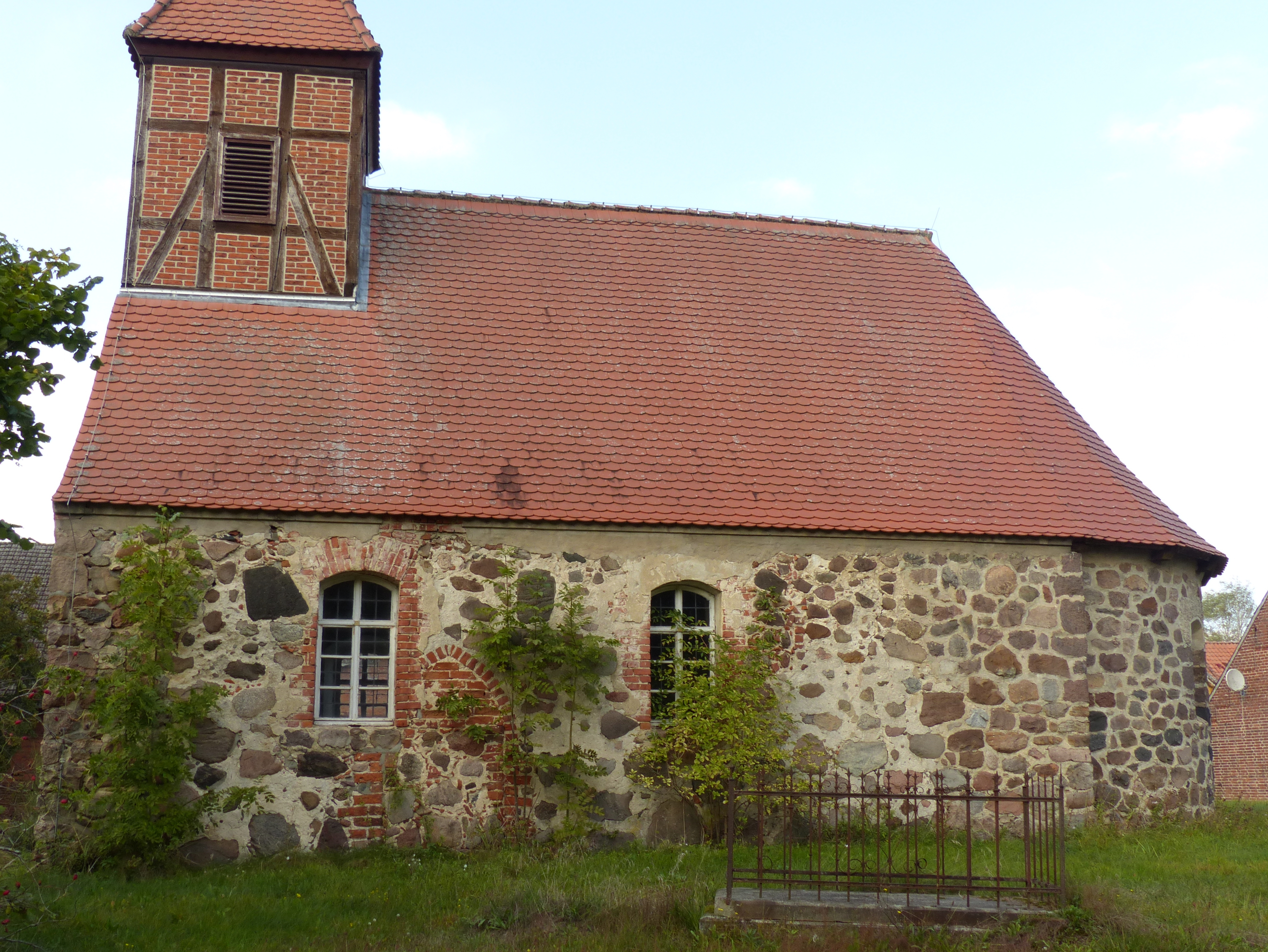
Dorfkirche Winkelstedt mit Anbau (rechts)

- Die evangelische Dorfkirche Winkelstedt ist ein Rechtecksaal aus unregelmäßigem Feldsteinmauerwerk wohl aus dem 15. Jahrhundert mit einem vermauerten spitzbogigen Südportal aus Backstein und einem Fachwerkdachturm.[1] Die Kirche wurde 1912–14 umgestaltet. Sie wurde um zwei Meter nach Osten verlängert und eine Apsis angebaut.[9] Die Kirche war eine Filialkirche der Kirche in Dähre.[17]
- Der Friedhof liegt am östlichen Ende des Dorfes.

## Wirtschaft und Infrastruktur
Der Ort wird von der Landesstraße 7 durchquert.